# Nalo Hopkinson
Œuvres principales
- La Ronde des esprits

Nalo Hopkinson, née le 20 décembre 1960 à Kingston en Jamaïque, est une romancière canadienne d'origine jamaïcaine de science-fiction et de fantasy. Elle a obtenu le prix Locus du meilleur premier roman en 1999 pour La Ronde des esprits ainsi que le prix World Fantasy du meilleur recueil de nouvelles en 2002 pour Skin Folk.

## Biographie

### Jeunesse et éducation
Nalo Hopkinson est née le 20 décembre 1960 en Jamaïque, dans la capitale Kingston. Elle a un petit frère, Keita Hopkinson, né en 1966. Sa mère était employée dans une bibliothèque et son père, Abdur Rahman Slade Hopkinson (en), écrivain guyanien renommé, mais aussi acteur, poète, comédien et professeur d'anglais et de latin. Elle a vécu dans de nombreux pays, notamment dans les Caraïbes puisqu'elle est née en Jamaïque mais elle a aussi habité sur l'île de Trinidad et au Guyana, puis aux États-Unis avant de déménager à l'âge de seize ans à Toronto au Canada.
Nalo Hopkinson apprend à lire à trois ans et lit l'Odyssée d'Homère à dix ans. Elle est titulaire d'un master en écriture créative de l'université de Seton Hill et elle est docteure ès lettres de l'Université Anglia Ruskin en Pennsylvanie. Elle vit aujourd'hui en Californie où elle enseigne à l'université de Californie à Riverside l'écriture créative.
Elle est atteinte de fibromyalgie, de troubles de l'attention et de troubles de l'apprentissage non-verbal.

### Carrière littéraire
L'œuvre de Nalo Hopkinson s'inscrit dans le courant artistique de l'afrofuturisme. Son univers littéraire, inspiré notamment par Ursula K. Le Guin, est empreint de folklore caribéen. Elle évoque aussi l'impérialisme européen, la mémoire de l'esclavage, les questions de genres. Ses personnages baignent dans un monde teinté de magie et de spiritualité afro-caribéenne mais au milieu d'un futur décadent en décalage avec leurs croyances et leurs représentations, symbole de l'aliénation qu'ont subit les victimes de la traite négrière. Cet univers aux contours cyberpunk dépeint un monde en proie à la décadence, notamment dans La Ronde des esprits où le centre-ville de Toronto est abandonné aux pauvres et aux marginaux. 
Son œuvre se veut également engagée, puisque selon elle, l'afrofuturisme rejoint aujourd'hui l'activisme noir. En effet, elle dit que c'est « un acte radical pour les Noirs d'imaginer avoir un futur ». De plus, elle défend la femme noire et déconstruit les stéréotypes qui lui sont attachés.
Elle a reçu de nombreux prix littéraires, notamment le prix Sunburst (en) qu'elle est la seule à avoir remporté deux fois. Son roman Midnight Robber a été remarqué par le New York Times comme « livre remarquable ».

## Œuvres

### Romans
- La Ronde des esprits, J'ai lu, 2001 ((en) Brown Girl in the Ring, 1999), trad. Marielle Dorsinville, 229 p.  (ISBN 2-290-30546-4)
- (en) Midnight Robber, 2000
- (en) The Salt Roads, 2003
- (en) The New Moon's Arms, 2007
- (en) The Chaos, 2012
- (en) Sister Mine, 2013
- (en) Blackheart Man, 2024

### Recueils de nouvelles
- (en) Skin Folk, 2001
- En direct de la planète Minuit, Goater, 2018 ((en) Report from Planet Midnight, 2012)
- (en) Falling in Love with Hominids, 2015
- (en) Jamaica Ginger and Other Concoctions, 2024

### Nouvelles traduites en français
- Sous-verre, 2004 ((en) Under Glass, 2001)Parue dans la revue Galaxies no 35
- La Gangue (Boule de feu), 2002 ((en) Ganger (Ball lightning), 2002)Parue dans la revue Galaxies no 27

## Distinctions

### Récompenses
- 1997 : prix Warner Aspect du premier roman (en) pour La Ronde des esprits
- 1999 : prix Locus du meilleur premier roman pour La Ronde des esprits
- 1999 : prix Astounding du meilleur nouvel écrivain
- 2002 : prix World Fantasy du meilleur recueil de nouvelles pour Skin Folk
- 2003 : prix Sunburst (en) pour Skin Folk
- 2004 : Prix Gaylactic Spectrum (en) pour The Salt Roads
- 2008 : prix Sunburst (en) pour New Moon's Arms
- 2013 : prix Andre-Norton pour Sister Mine
- 2018 : prix Inkpot pour l'ensemble de son œuvre
- 2020 : prix Damon-Knight Memorial Grand Master pour l'ensemble de son œuvre
- 2022 : prix Theodore-Sturgeon pour Broad Dutty Water: A Sunken Story

### Nominations
- 1998 : prix Philip-K.-Dick pour La Ronde des esprits
- 2001 : prix Hugo du meilleur roman pour Midnight Robber
- 2007 : prix Nebula du meilleur roman pour The Salt Roads